# エルナーネ・ヴィダウ・ジ・ソウザ
エルナーネ（Hernane）ことエルナーネ・ヴィダル・ジ・ソウザ（ポルトガル語: Hernane Vidal de Souza、1986年8月4日 - ）は、ブラジルのサッカー選手。ポジションはFW。

## クラブ歴
SCアチバイアの下部組織に在籍したがサンパウロFCの下部組織に移った。サンパウロでトップチームに昇格するが出場機会は全くなく、下位リーグのクラブにレンタルされた。2010年6月にアルスヴェンスカンのマルメFFのトライアルに参加した。
2011年8月にパラナ・クルーベに完全移籍。11月に年明けからモジミリンECへ加入する事で合意した。同年のカンピオナート・パウリスタでは22試合で16得点をあげてクラブの得点王に輝いたが、リーグ得点王ランキングではネイマールだけには及ばずに2位となってしまった。また、カンピオナート・パウリスタベストイレブンにも選ばれた。
2012年6月1日にモジミリンから所有権の10%を購入したCRフラメンゴに移籍、オプションとして所有権の40%の買い取りがついていた。9日に初出場。同年にCRフラメンゴに期限付き移籍をすると、翌年完全移籍した。2013年のコパ・ド・ブラジルでは得点王に輝いた他、クラブも同杯で優勝した。
2014年にはサウジ・プロフェッショナルリーグのアル・ナスルに移籍したが、結果を残せず退団。
2015年にスポルチ・レシフェに加入。2016年にECバイーアに加入。2018年にグレミオFBPAに移籍した。

## タイトル
フラメンゴ
- コパ・ド・ブラジル: 2013
- カンピオナート・カリオカ: 2014

バイーア
- コパ・ド・ノルデステ: 2017

グレミオ
- カンピオナート・ガウショ: 2018

### 個人
- カンピオナート・パウリスタベストイレブン: 2012
- コパ・ド・ブラジル得点王: 2013